# Ford Bronco (1965)
Ford Bronco – samochód osobowy typu SUV klasy kompaktowej, a następnie klasy średniej produkowany pod amerykańską marką Ford w latach 1966–1996.

## Pierwsza generacja

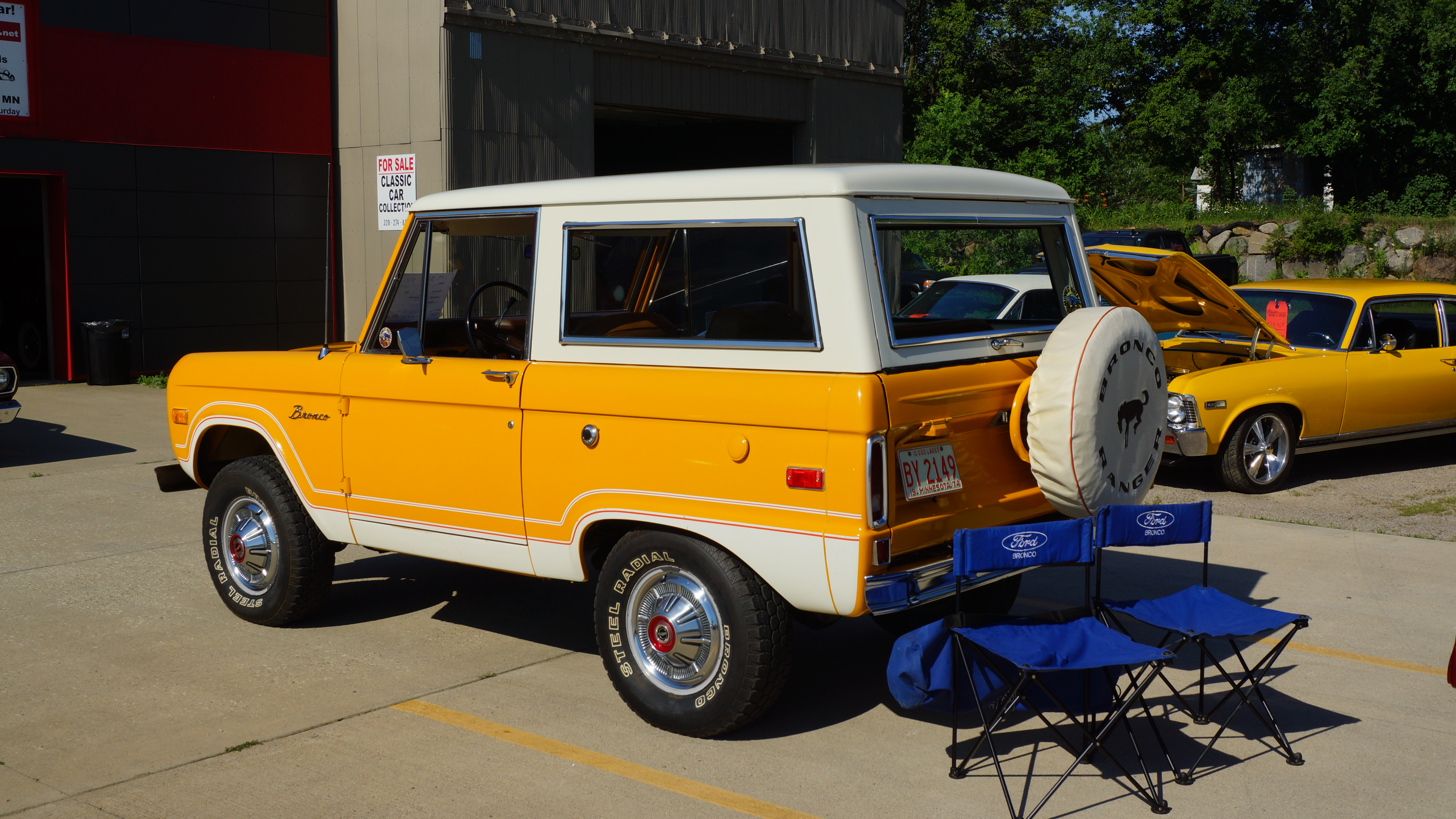
Ford Bronco I - tył

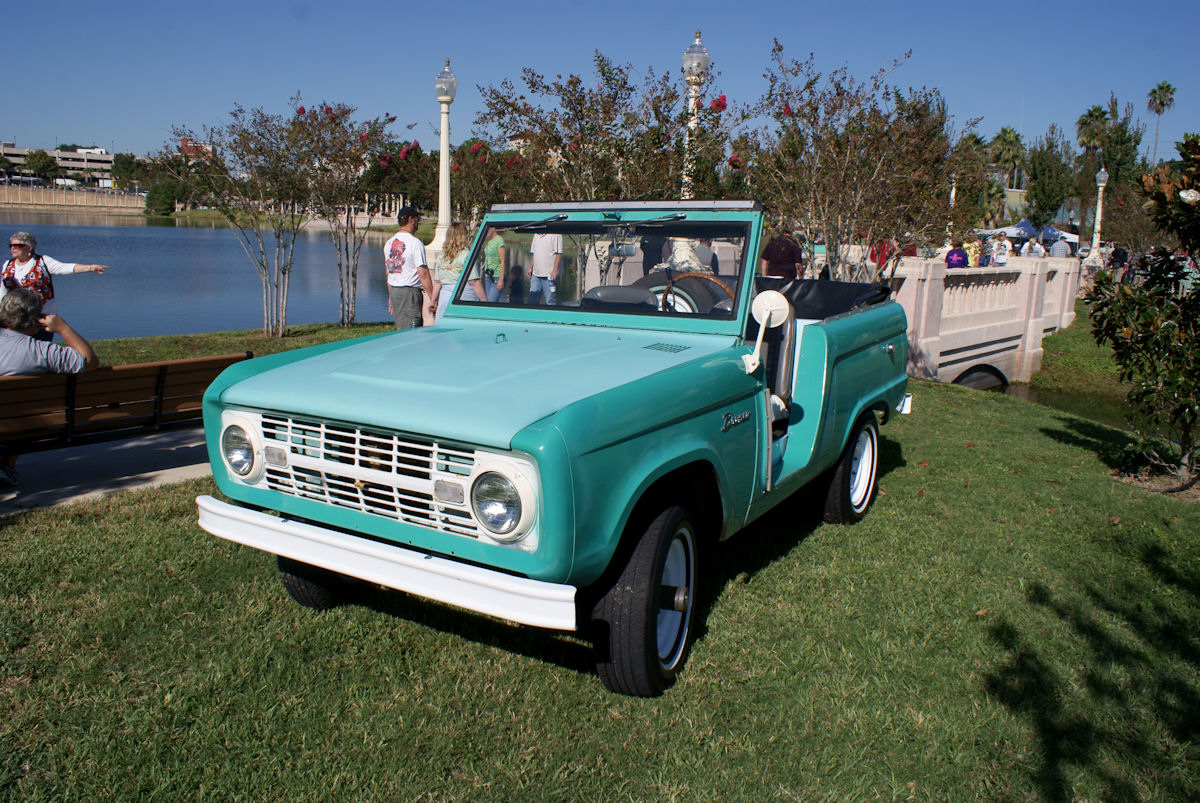
Ford Bronco I Cabrio

Ford Bronco I został zaprezentowany po raz pierwszy w 1965 roku.
Pierwszy niewielki samochód Forda łączący cechy pojazdu terenowego i drogowego został przedstawiony w drugiej połowie 1965 roku i otrzymał nazwę Bronco. Pierwsze wcielenie modelu zyskało charakterystyczne proporcje nadwozia wyróżniające się okrągłymi reflektorami na tle chromowanej atrapy chłodnicy, a ponadto specyficzny wygląd pojazdowi nadawały zaokrąglone kanty i kontrastowe barwy malowania nadwozia. Bronco I oferowane było jako 3-drzwiowy SUV, a także kabriolet i pickup.

### Silniki
- L6 2.8l Straight-6
- L6 3.3l Straight-6
- V8 4.7l Windsor
- V8 4.9l Windsor

## Druga generacja

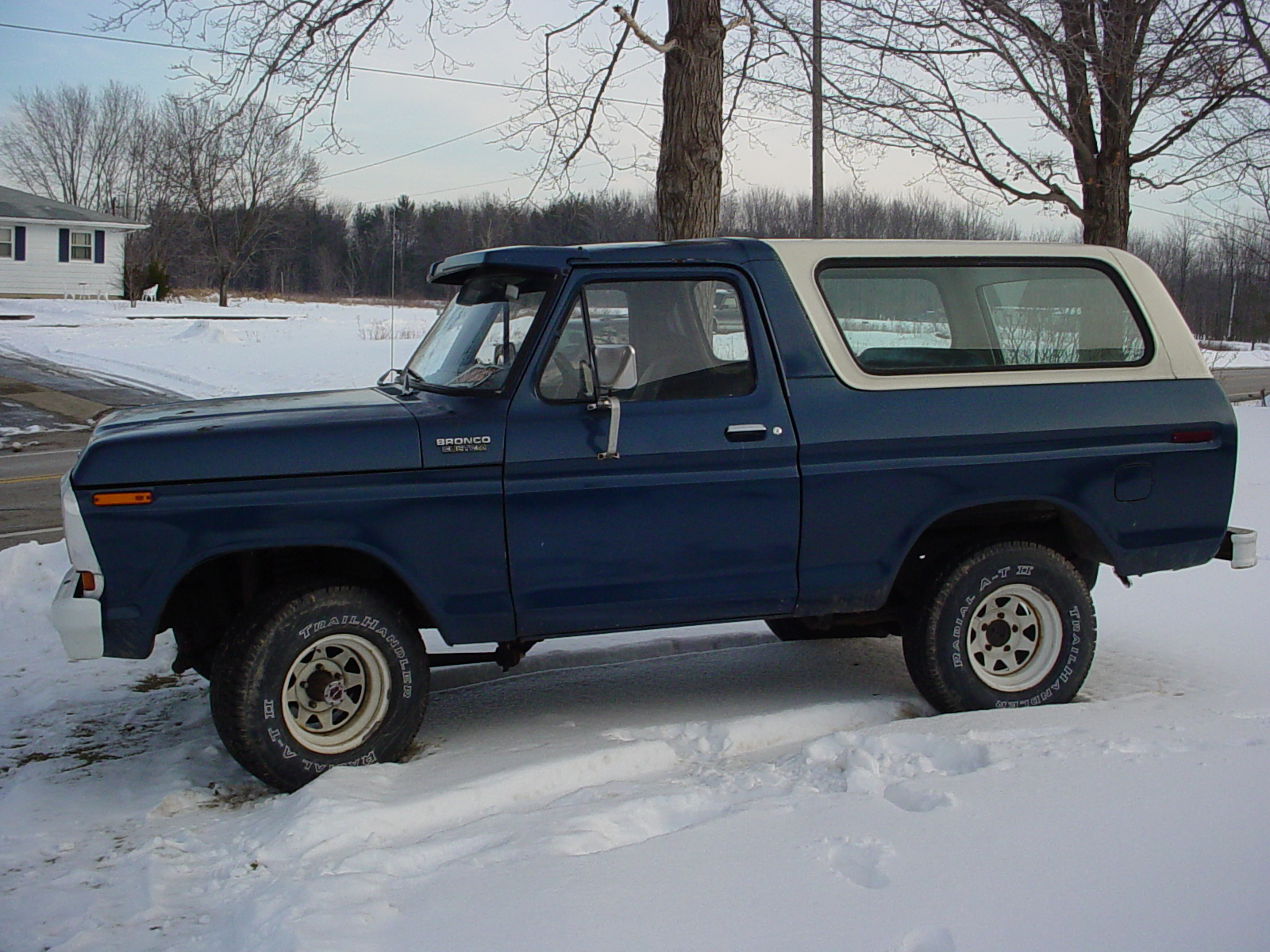
Ford Bronco II - profil

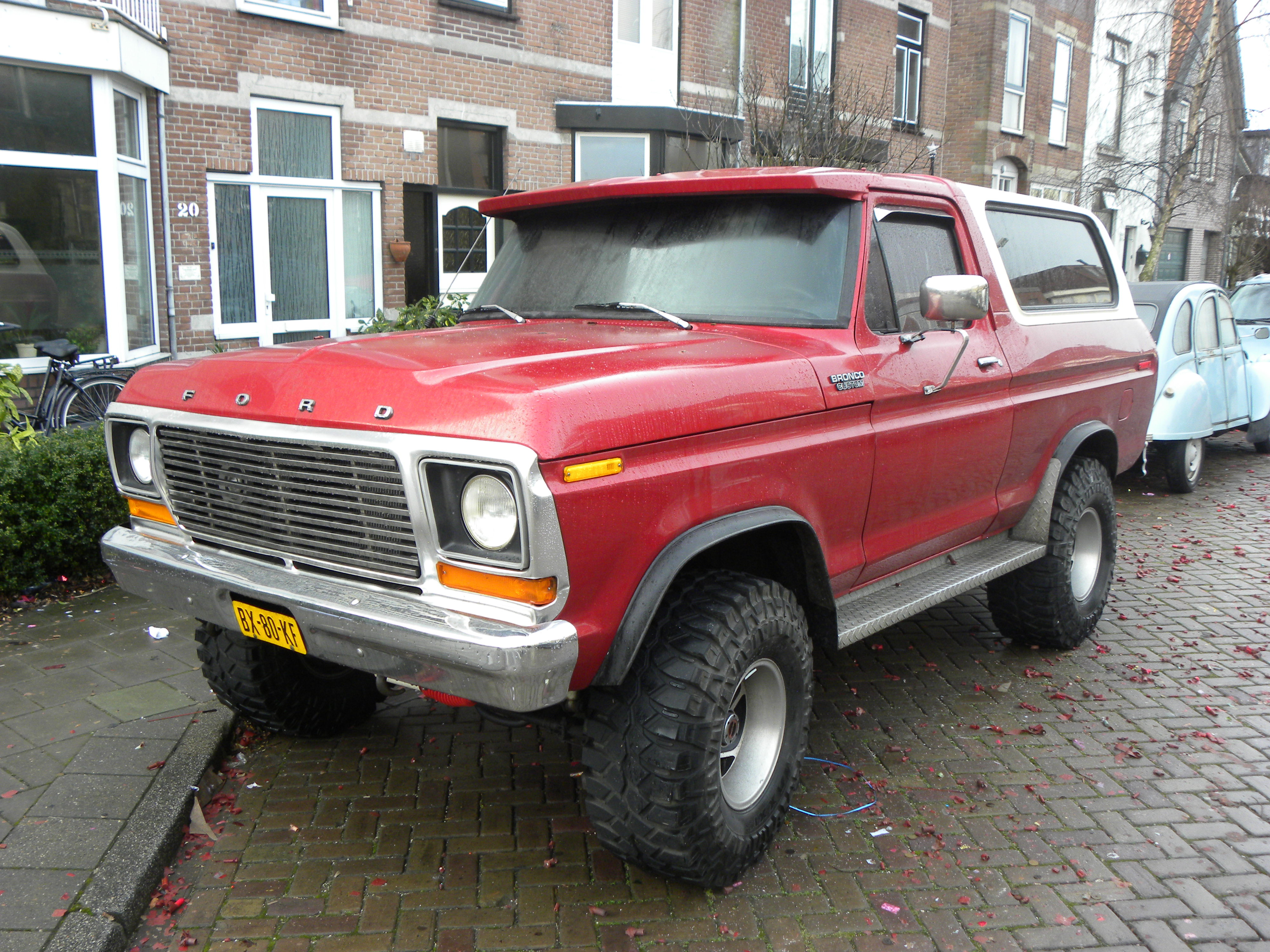
Ford Bronco II Ranger

Ford Bronco II został zaprezentowany po raz pierwszy w 1977 roku.
Druga generacja Bronco zastąpiła produkowany 12 lat model w 1977 roku, przechodząc gruntowną metamorfozę i przyjmując nową koncepcję średniej wielkości SUV-a zbudowanego na ramie. Podobnie jak konkurencyjne konstrukcje Dodge'a czy GMC, Bronco II było tak naprawdę odmianą SUV innego pickupa marki - modelu F-Series, od którego odróżniał się krótszym, zabudowanym nadwoziem. Bronco II zyskało charakterystyczne, kanciaste proporcje.

### Silniki
- V8 5.8l 351M
- V8 6.6l 400

## Trzecia generacja

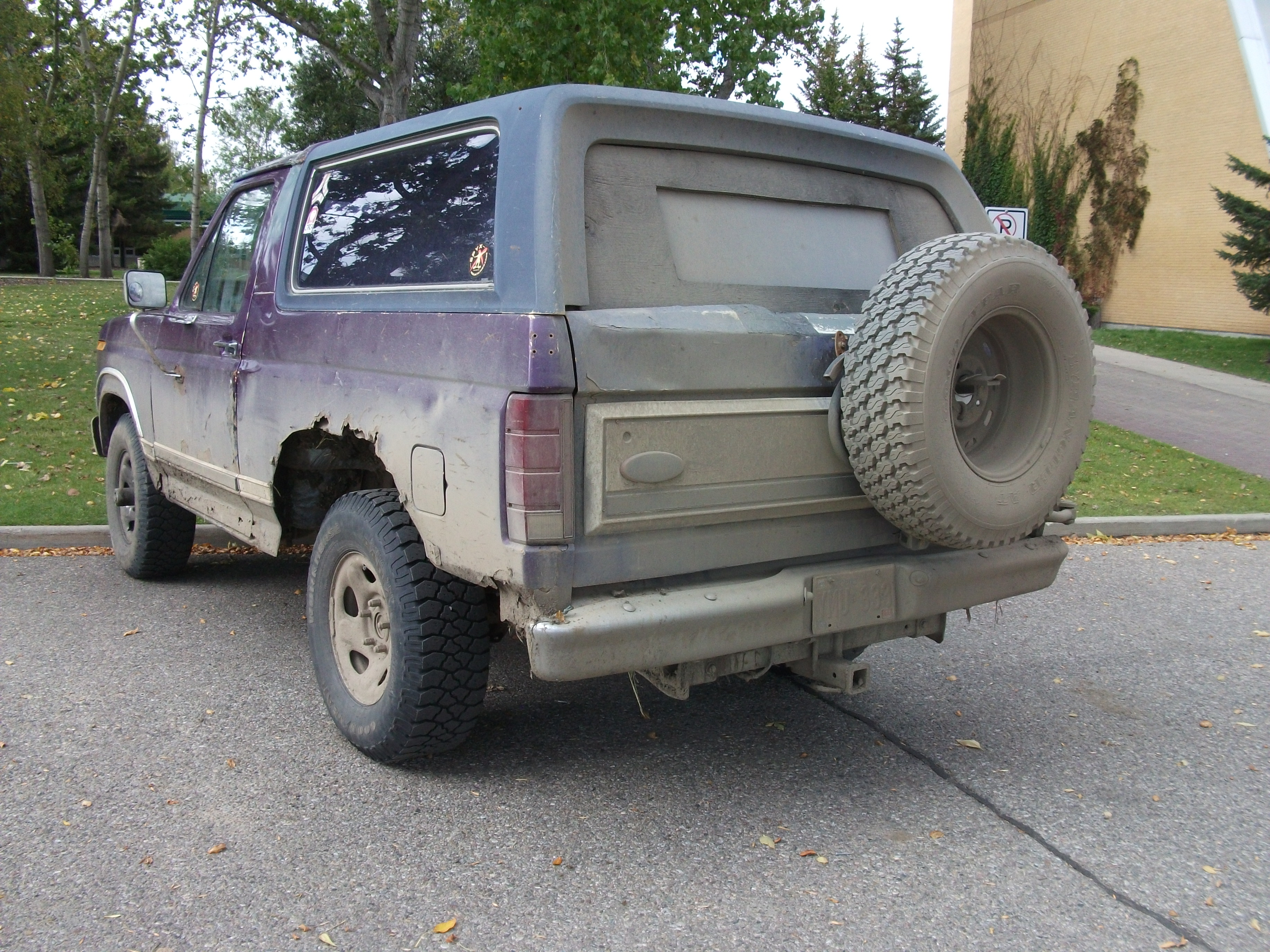
Ford Bronco III - tył

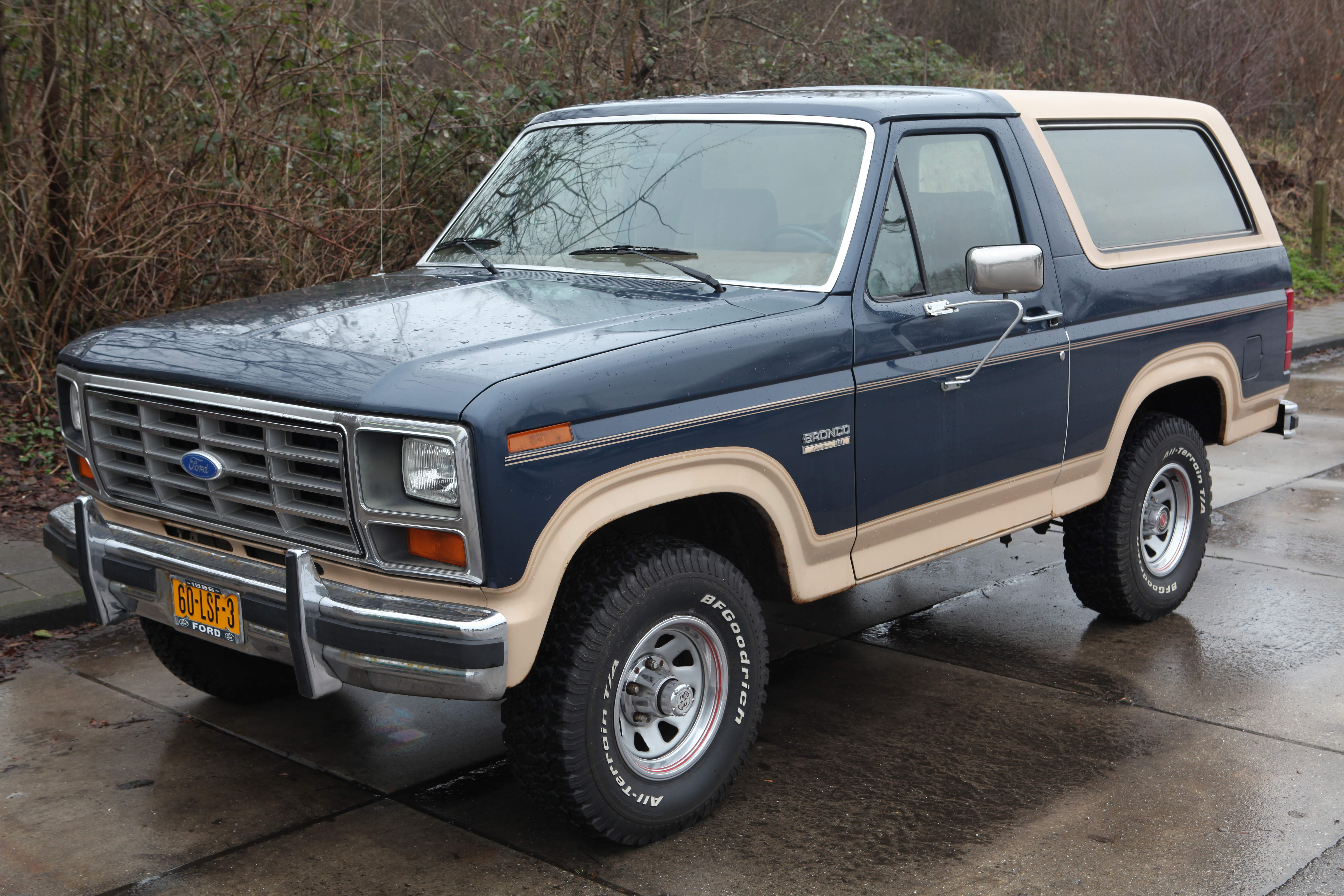
Ford Bronco III Eddie Bauer

Ford Bronco III został zaprezentowany po raz pierwszy w 1979 roku.
Bronco trzeciej generacji przeszło komsetyczne modyfikacje w stosunku do produkowanego jedynie 2 lata poprzednika. Jednakże, Ford uznał ten model jako kolejne wcielenie. Główną zmianą był nowy przód z charakterystyczną atrapą chłodnicy na planie chromowanej kraty. Nieznacnzie zmieniły się też niektóre wymiary zewnętrzne, a ponadto zmodyfikowano projekt wnętrza i urozmaicono listę wyposażenia.

### Silniki
- L6 4.9l Straight-6
- V8 4.9l 302
- V8 5.8l 351M
- V8 5.8l Windsor

## Czwarta generacja

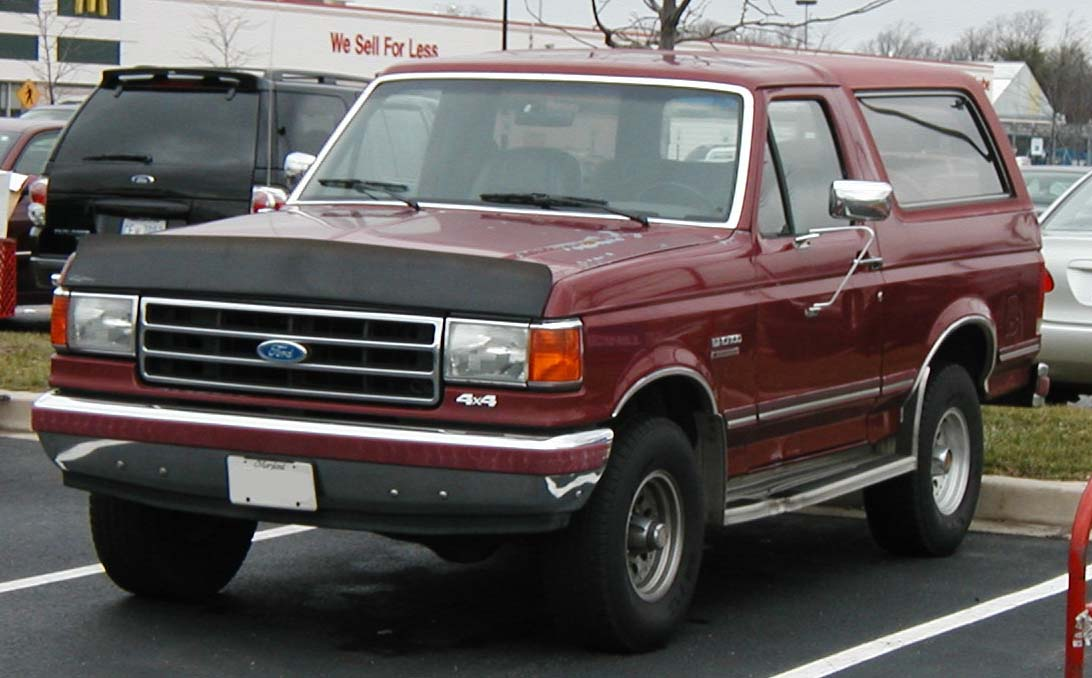
Ford Bronco IV

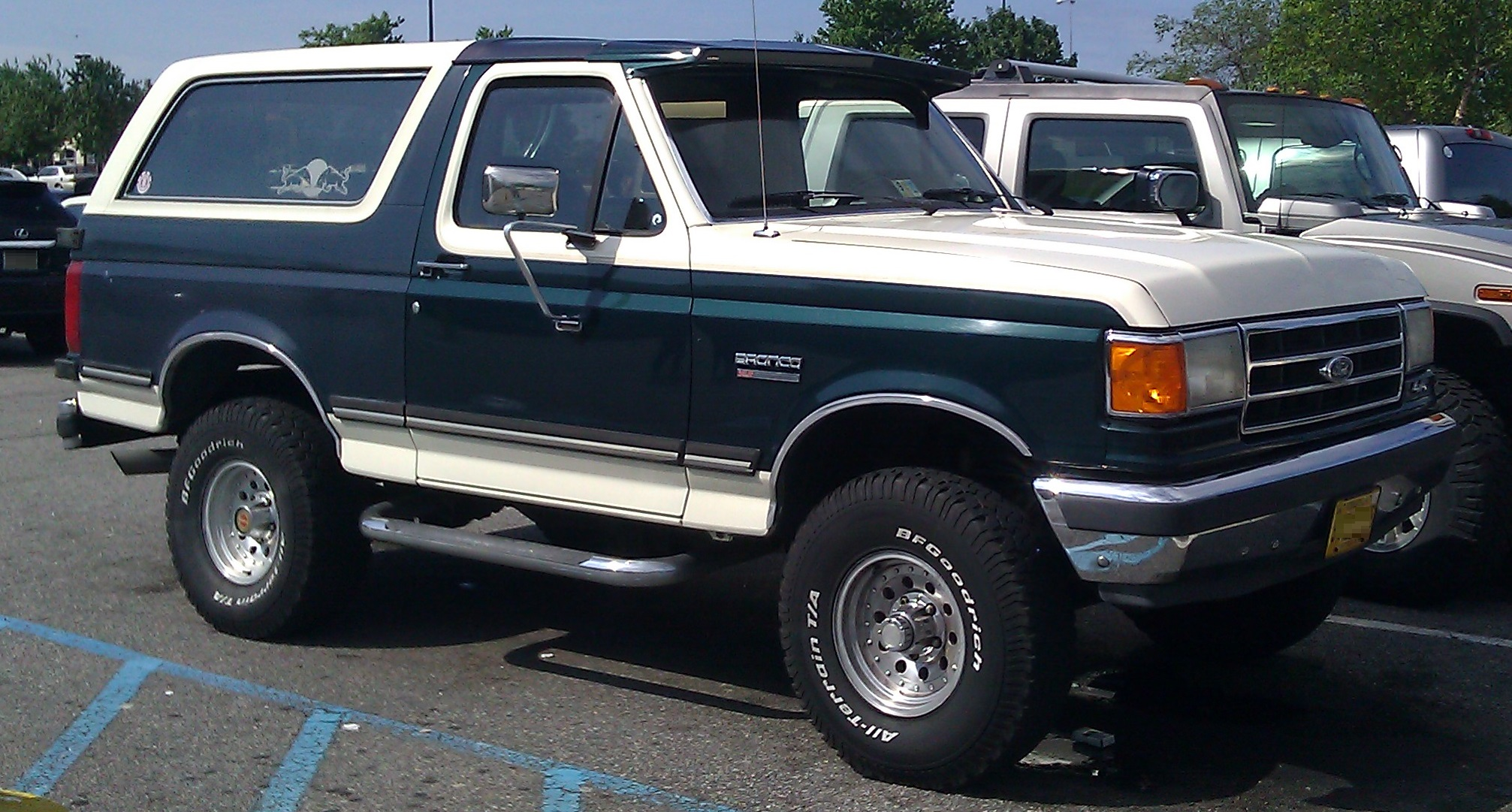
Ford Bronco IV XLT

Ford Bronco IV został zaprezentowany po raz pierwszy w 1986 roku.
Czwarta generacja Forda Bronco podobnie jak poprzednicy została zbudowana jako zamknięta, skrócona osobowa alternatywa dla ówcześnej generacji bliźniaczego pickupa F-Series. Samochód przeszedł ewolucję pod kątem stylistycznym, zyskując charakterystyczne duże, prostokątne reflektory. Zmniejszono też liczbę chromowanych ozdobników, zachowując przy tym zbliżone proporcje nadwozia.

### Silniki
- L6 4.9l Straight-6
- V8 4.9l 302
- V8 5.8l Windsor

## Piąta generacja

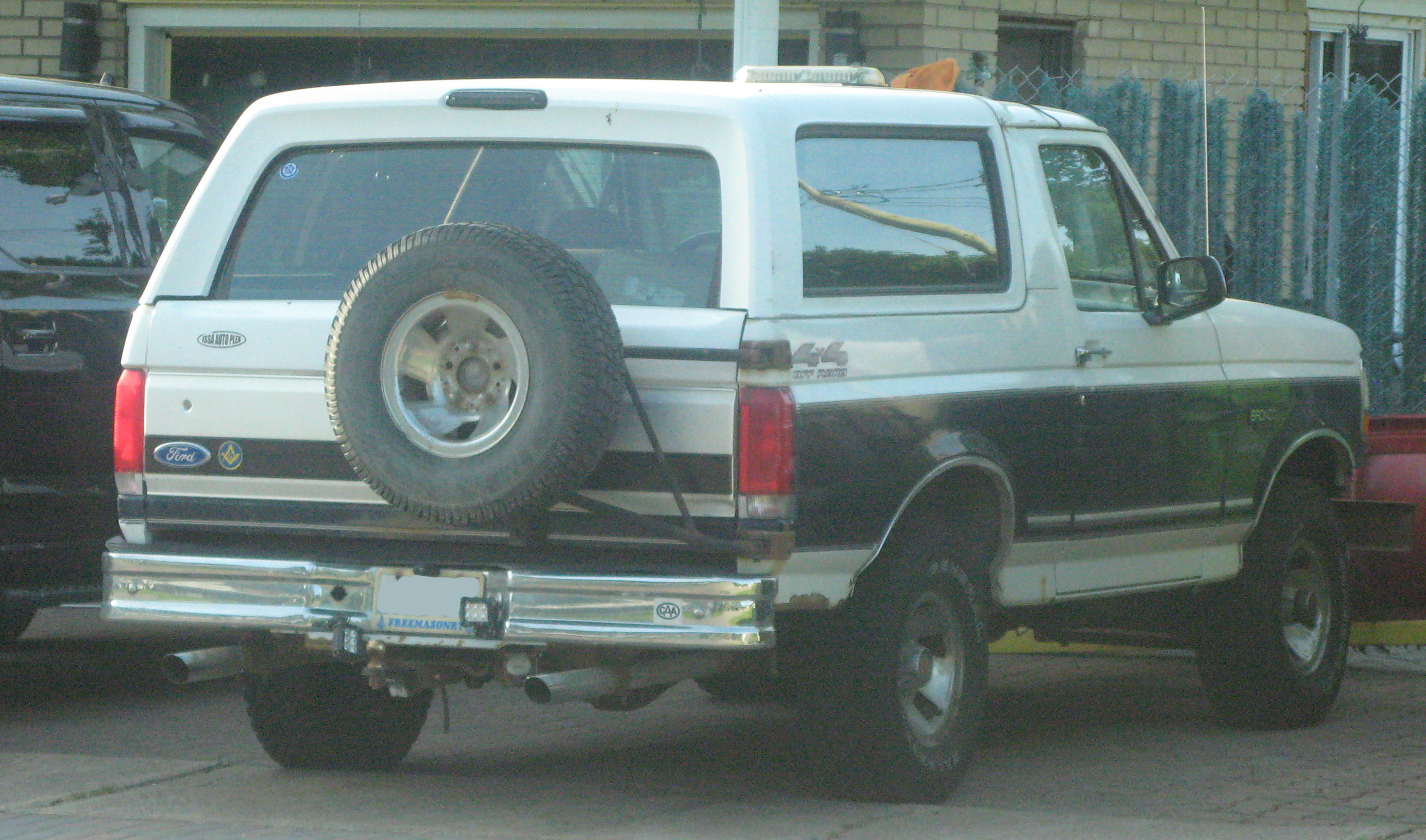
Ford Bronco V - tył

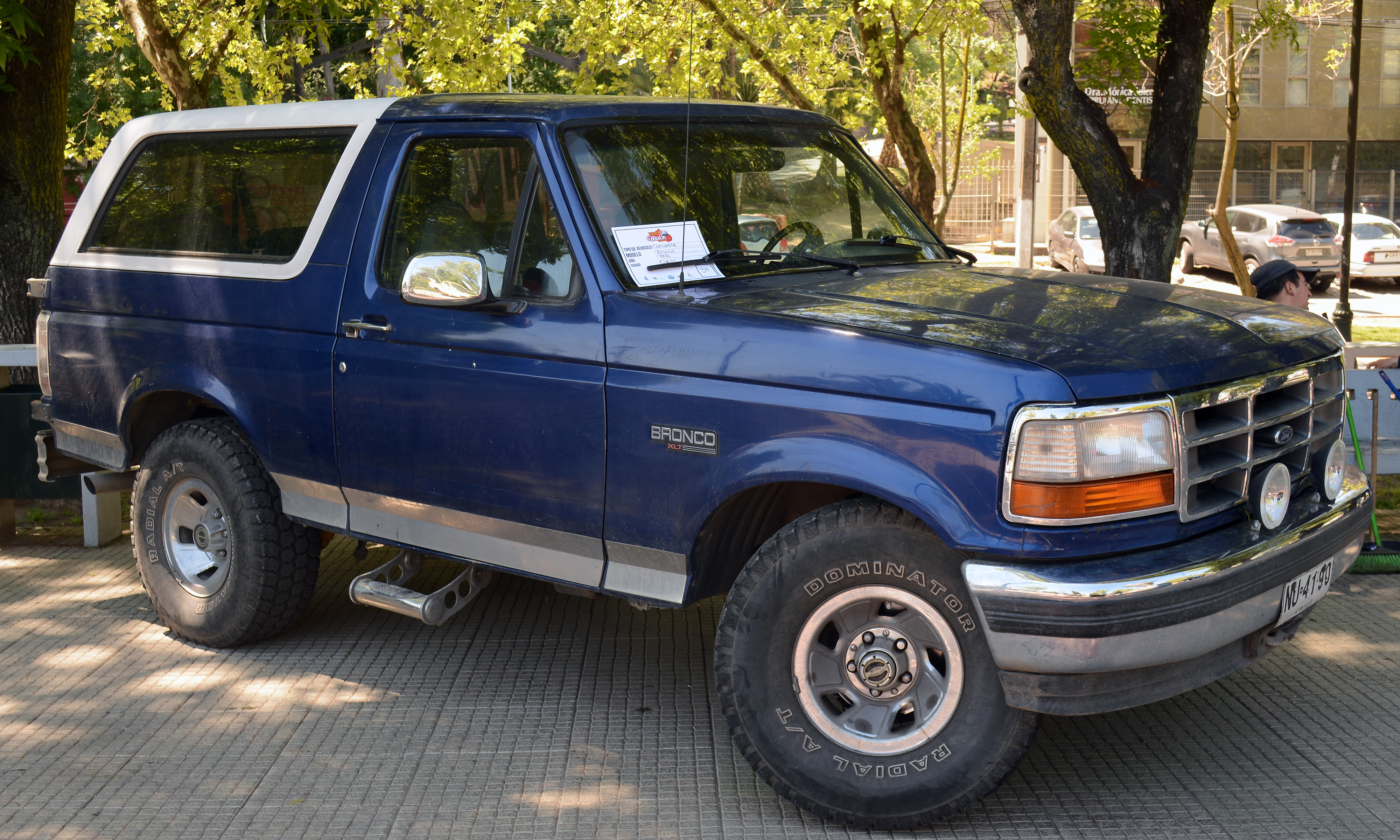
Ford Bronco V XLT

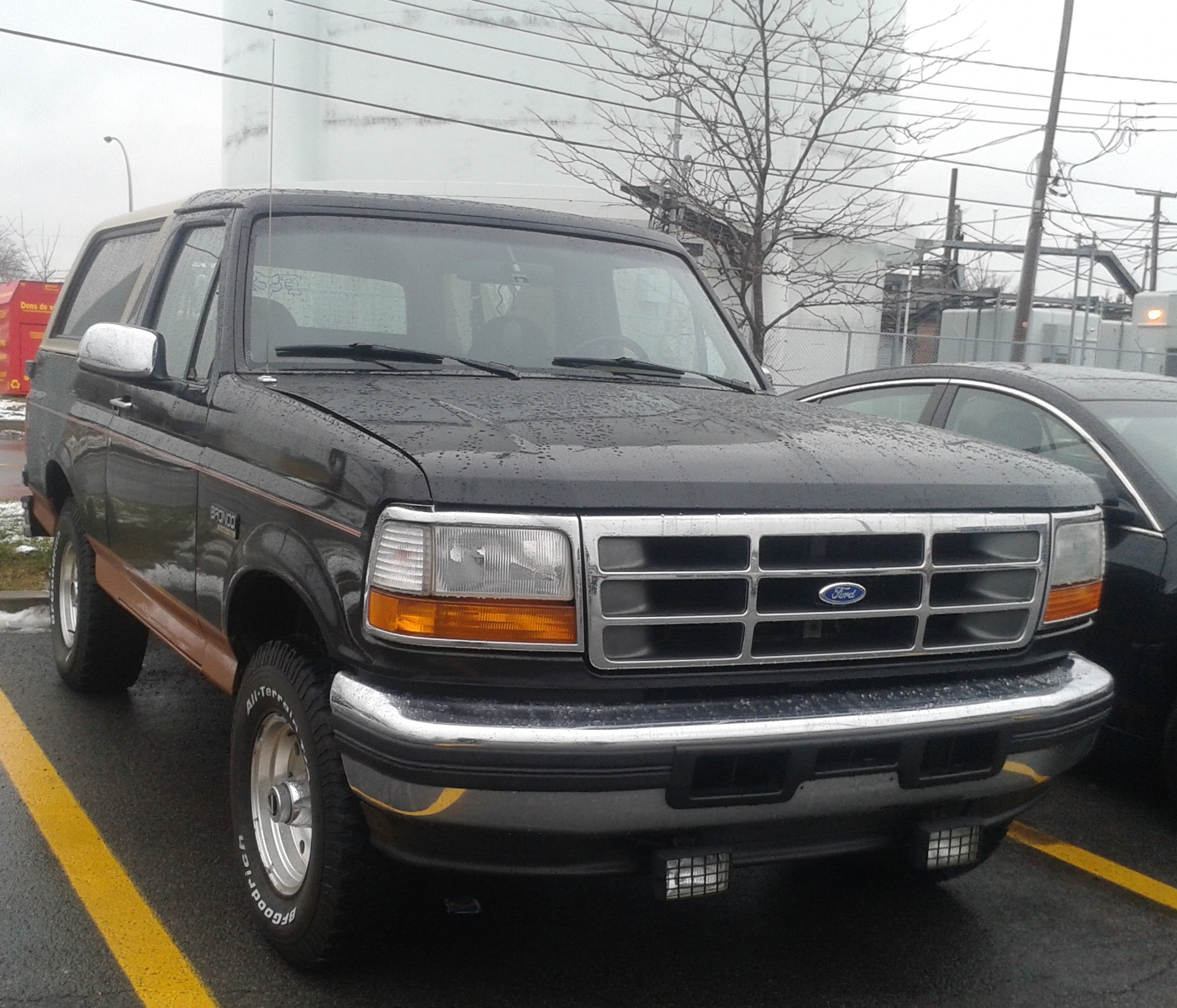
Ford Bronco V Eddie Bauer

Ford Bronco V został zaprezentowany po raz pierwszy w 1991 roku.
Piąte wcielenie Bronco zadebiutowało na początku lat 90., w których przypadła schyłkowa era SUV-ów zbudowanych bazie produkowanych na ramie pickupów. Ostatnia odsłona modelu została dostosowana stylistycznie do nowej wówczas generacji Forda F-Series, zyskując duże, zaokrąglone reflektory oraz bardziej stonowaną kolorystykę nadwozia. 

### Koniec produkcji i następca
Produkcja zakończyła się zaledwie po 5 latach produkcji, kiedy to Ford postanowił nie kontynuować tej serii modelowej. Bronco zastąpił zupełnie nowy model Explorer.

### Sprawa O.J. Simpsona
Ford Bronco piątej generacji zapisał się trwale w świadomości amerykańskiej opinii publicznej za pomocą ucieczki O.J. Simpsona przed policją z 12 czerwca 1994 roku w Los Angeles, która była szeroko relacjonowana na żywo przez media. Przestępca uciekał białym egzemplarzem SUV-a Forda z 1993 roku, który uwieczniono w słynnej fotografii pojazdu poruszającego się na tle zastępów radiowozów policji.
Zdaniem niektórych mediów, medialny incydent z udziałem Forda Bronco w tle poprawił sprzedaż samochodu w schyłkowym etapie produkcji, nie przekonując jednak Forda do przedłużenia jej.

### Silniki
- L6 4.9l Straight-6
- V8 4.9l 302
- V8 5.8l Windsor